# Beatrix Burgundská
Beatrix Burgundská (1143/47? – 15. listopadu 1184, Jouhe) byla od roku 1148 do své smrti hraběnka z Burgundska, vévodkyně švábská a císařovna Svaté říše římské, druhá manželka Fridricha Barbarossy. Dne 1. srpna 1167 byla v Římě vzdoropapežem Paschalem III. korunována císařovnou a v srpnu 1178 ve Vídni burgundskou královnou.

## Život

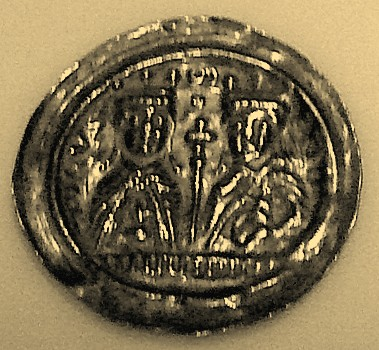
Stříbrňák s vyobrazením Fridricha a Beatrix

Beatrix se narodila jako jediná dcera a dědička burgundského hraběte Renauda a Agáty, dcery Šimona Lotrinského. V červnu 1156 se mladičká dědička ve Würzburgu stala manželkou římskoněmeckého císaře Fridricha Barbarossy.
| „                | Byla střední postavy, její vlasy se leskly jako zlato, její obličej byl velmi krásný, zuby bílé a dobře rostlé. Měla zpřímený postoj, velmi malá ústa, plachý pohled, světlé oči a ve své sametově znějící řeči byla cudná, měla velmi krásné ruce a půvabné tělo… | “ |
| — Acerbus Morena | |   |

Císaři bylo v době sňatku okolo třiceti let a byl již tři roky rozvedený s Adélou z Vohburgu. Podle dobových pramenů došlo k odluce kvůli údajnému cizoložství a neplodnosti a jako oficiální důvod posloužilo příbuzenství v šestém stupni. Paradoxní je, že ve stejném stupni příbuzenství byla s Barbarossou i Beatrix.
Císařovna byla velmi vzdělaná a duchovně založená. Gautier z Arrasu jí věnoval svůj román Ille et Galeron. Během svého života doprovázela muže na cestách a za třicet let manželství mu dala osm synů a tři nebo čtyři dcery. Zemřela zřejmě jako čtyřicetiletá a byla pohřbena ve špýrské katedrále společně s dcerou Anežkou.